# Titane
Titane – francusko-belgijski dreszczowiec z 2021 roku w reżyserii i według scenariusza Julii Ducournau. Zdjęcia kręcono m.in. we Fleury-Mérogis (departament Essonne) oraz w Martigues (Delta Rodanu).
Premierowo zaprezentowany został w konkursie głównym na 74. MFF w Cannes, gdzie zdobył nagrodę główną, czyli Złotą Palmę. We Francji swoją premierę w kinach miał 14 lipca 2021 roku. Na ekrany polskich kin film wszedł 14 stycznia 2022 roku.

## Obsada
- Vincent Lindon jako Vincent
- Agathe Rousselle jako Alexia/Adrien
- Garance Marillier jako Justine
- Laïs Salameh jako Rayane
- Bertrand Bonello jako ojciec Alexii
- Myriem Akheddiou jako matka Adriena
- Dominique Frot jako kobieta uratowana przez strażaków